# مزرعة آقا (رباطات)
مزرعة آقا (بالإنجليزية: Mazraeh-ye Aqa)‏ هي منطقة سكنية تقع في إيران في يزد. يقدر عدد سكانها بـ 137 نسمة .